# 阿尔莫纳西德尔马尔克萨多
阿尔莫纳西德尔马尔克萨多，是西班牙卡斯蒂利亚-拉曼恰昆卡省的一个市镇。总面积47平方公里，总人口540人（2001年），人口密度11人/平方公里。